# Sączów
Sączów ist ein Dorf der Gmina Bobrowniki im Powiat Będziński in der Woiwodschaft Schlesien in Polen.

## Geographie
Sączów liegt am Nordrand der Oberschlesischen Platte, ca. 19 km nördlich von Katowice und ca. 14 km nordwestlich der Kreisstadt Będzin.

## Geschichte
Der Ort wurde im Jahr 1224 als Sanchow erstmals urkundlich erwähnt, als der Zehnt aus vier Dörfern (Chrosczebrod, Czastkowic, Nadeschow und Trzebiesławice) vom Krakauer Bischof Iwo Odrowąż an die Kirche verliehen wurde. Die Pfarrei Samzow bzw. Sancsschow wurde im Peterspfennigregister des Jahres 1326 im Dekanat Sławków (Slavcoviensis) des Bistums Krakau belistet. Der besitzanzeigende Ortsname ist vom Personennamen *Sądziec (Sąd < Sędzimir, Sędzisław) mit dem Suffix -ów (1346 bis 1357 auch patronymisch -(ow)ice: Sancovicz) abgeleitet, durch Vereinfachung Sądczów > Sączów. In der Vergangenheit wurde der Ortsname auch als aus dem deutschen Sonnen-Hof erläutert.
Der Ort liegt im Gebiet um Siewierz, das um 1177 aus dem Herzogtum Krakau bzw. Kleinpolen ausgegliedert wurde und an das schlesische Herzogtum Ratibor fiel, ab 1337 gehörte Siewierz zum Herzogtum Teschen unter Lehnsherrschaft des Königreichs Böhmen. Das Herzogtum Siewierz mit dem Dorf Sąnczow wurde im Jahr 1443 vom Teschener Herzog Wenzel I. dem Krakauer Bischof Zbigniew Oleśnicki verkauft.
Das Dorf wird von Jan Długosz mit dem lateinischen Namen Sanczow in der Liber beneficiorum dioecesis Cracoviensis erwähnt.
Im späten 16. Jahrhundert umfasste die Pfarrei die Ortschaften Łubianki, Myszkowice, Nadzieszów, Nowa Wieś, Ożarowice, Perzowice, Tąpkowice und Zendek.
Erst 1790 wurde das Herzogtum Siewierz formal an das Königreich Polen-Litauen angegliedert und war der Woiwodschaft Krakau administrativ angegliedert. Nach der dritten Teilung Polens von 1795 bis 1807 gehörte das Dorf zu Neuschlesien. 1807 kam es ins Herzogtum Warschau und 1815 ins neu entstandene russisch beherrschte Kongresspolen.
Nach dem Ende des Ersten Weltkriegs kam Sączów zu Polen, Woiwodschaft Kielce. Beim Überfall auf Polen 1939 wurde das Gebiet von den Deutschen besetzt und dem Landkreis Bendsburg im neuen „Ostoberschlesien“ zugeordnet.
Zwischen 1950 und 1954 war das Dorf Sitz der Gmina Sączów und zwischen 1954 und 1972 war es Sitz der Gromada Sączów. In der Zeit von 1975 bis 1998 gehörte das Dorf zur Woiwodschaft Katowice.

## Sehenswürdigkeiten

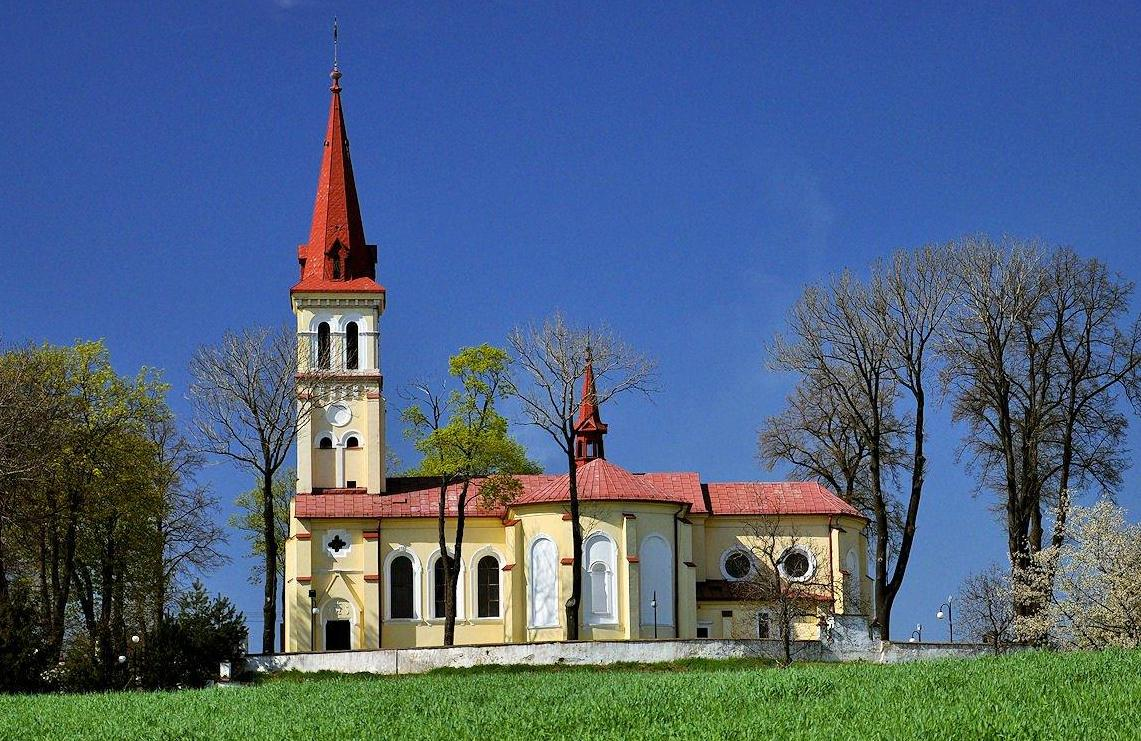
Ortskirche

- Kirche des Heiligen Jakobus aus dem dreizehnten Jahrhundert